# Misery Bear
Misery Bear ist eine englische Comedy-Figur, die von Chris Hayward und Nat Saunders geschaffen wurde. Es handelt sich dabei um einen depressiven Teddybären mit Hang zu übermäßigem Alkoholkonsum, der sowohl im Beruf als auch bei seiner Suche nach der großen Liebe ständig scheitert.

## Hintergrund
Seit 2009 entstanden mehr als 20 Videoclips, die von der British Broadcasting Corporation im Internet veröffentlicht werden. Bei der Figur des Misery Bear handelt es sich um ein Spielzeug-Stofftier von etwa 25 bis 30 cm Größe, der in Realfilmtechnik von außerhalb des Bildes bewegt wird. Computeranimationen werden dabei nur wenig eingesetzt, Stop-Motion oder Zeichentrick kommen nicht zum Einsatz. Einige dieser Clips wurden zu Gunsten gemeinnütziger Organisationen wie Comic Relief, Children in Need, Sport Relief und Amnesty International produziert. Als Gaststars traten dabei Kate Moss, Geri Halliwell, Mo Farah und Lionel Richie auf. Zur Bekanntheit der Figur trägt auch virales Marketing in Social Media bei, so hat Misery Bear über 50.000 Freunde bei Facebook und über 30.000 Follower bei Twitter.
Im Oktober 2011 erschien bei Hodder & Stoughton das Buch Misery Bear's Guide to Love & Heartbreak (ISBN 1-4447-2805-9), eine von Christoph Bausum besorgte deutsche Übersetzung wurde im Dezember 2012 bei Rowohlt unter dem Titel Misery Bear's Leitfaden für die Liebe (ISBN 3-499-62529-6) veröffentlicht.

## Episodenliste
| #  | Veröffentlichung | Titel                              | Inhalt | Bemerkung                                                            |
| -- | ---------------- | ---------------------------------- | --- | -------------------------------------------------------------------- |
| 1  | 13. Okt. 2009    | Misery Bear Goes To London         | Misery Bears Besuch in London wird zum Abenteuer.                                                                                    |                                                                      |
| 2  | 1. Okt. 2011     | Misery Bear's Amnesty              | Nachdem Misery Bear im Internet die Regierung beleidigt verschlimmert sich seine Lebenssituation.                                    | Episode gegen Folter, zugunsten Amnesty International                |
| 2  | 13. Okt. 2011    | The Making of Love & Heartbreak    | Misery Bear versucht ein Buch zu schreiben.                                                                                          | Episode zur englischen Buchveröffentlichung.                         |
| 4  | 22. Nov. 2011    | Misery Bear Prepares For A Date    | Misery Bear bereitet sich auf ein Rendezvous vor.                                                                                    |                                                                      |
| 5  | 29. Nov. 2011    | New Friend                         | Misery Bear kaufte sich einen Freund.                                                                                                |                                                                      |
| 6  | 29. Nov. 2011    | The Wedding                        | Der begehrteste pelzige Junggeselle der Welt wird heiraten!                                                                          |                                                                      |
| 7  | 29. Nov. 2011    | At the Seaside                     | Misery Bear versucht, sich im Urlaub aufzuheitern.                                                                                   |                                                                      |
| 8  | 29. Nov. 2011    | At Work                            | Misery Bear hasst seinen Job wahrscheinlich mehr als sein Leben.                                                                     |                                                                      |
| 9  | 29. Nov. 2011    | Day Off                            | Misery Bear ist an seinem freien Tag ein wenig am Ende.                                                                              |                                                                      |
| 10 | 29. Nov. 2011    | World Cup                          | Misery Bear hat sein Ticket und reist zur Weltmeisterschaft nach Südafrika!                                                          |                                                                      |
| 11 | 29. Nov. 2011    | Dawn of the Ted                    | Während Misery Bear sich auf Halloween vorbereitet, wird es böse.                                                                    | Misery Bear in einer Zombieapokalypse                                |
| 12 | 29. Nov. 2011    | Comic Relief Starring Kate Moss    | Mit seinem Engagement für eine Wohltätigkeitsorganisation versucht Misery Bear seinem Leben einen Sinn zu geben. Gaststar Kate Moss. | Zugunsten der britischen Wohltätigkeitsorganisation Comic Relief     |
| 13 | 29. Nov. 2011    | Valentine's Day                    | Wird es ein weiterer einsamer Valentinstag für Misery Bear?                                                                          |                                                                      |
| 14 | 2. Dez. 2011     | The Teddynator                     | Misery Bear wendet verzweifelte Maßnahmen an, um seine Stimmung aufzuheitern.                                                        |                                                                      |
| 15 | 21. Dez. 2011    | Christmas                          | Misery Bear bereitet sich auf ein frohes Weihnachtsfest vor und schreibt seinen Brief an den Weihnachtsmann.                         |                                                                      |
| 16 | 18. Sep. 2012    | Misery Bear's Night Out            | Misery Bear geht in der Stadt aus und es schlägt ihn zurück.                                                                         |                                                                      |
| 17 | 2012             | Misery Bear Goes To Germany        | Misery Bear mach eine Reise nach Deutschland.                                                                                        | Episode zur deutschen Buchveröffentlichung.                          |
| 18 | 2012             | How Pudsey Got His Bandana         | Misery Bear und sein bester Freund Pudsey Bear entzweien sich um Gaststar Geri Halliwell.                                            | Zugunsten der britischen Wohltätigkeitsorganisation Children in Need |
| 19 | 2012             | Misery Bear & Bond: Last Christmas | Geht Misery Bears WeihanGaststars: Bond (Band).                                                                                      | Zugunsten Save the Children.                                         |
| 19 | 2012             | Misery Bear's Sport Relief         | Misery Bear kann den Wohltätigkeitslauf gegen Mo Farah trotz Einkehr in Lionel Richies Pub nicht gewinnen.                           | Zugunsten der britischen Wohltätigkeitsveranstaltung Sport Relief.   |
| 20 | 20. Nov. 2013    | Behind the Scenes                  | Making of mit einem mismutigen Misery Bear.                                                                                          |                                                                      |
| 21 | 21. Mai 2015     | Put A Nose On It                   | Misery Bears Beitrag zum Red Nose Day USA.                                                                                           | Zugunsten des Red Nose Day                                           |

## Auszeichnungen
Am 9. Februar 2012 wurde die Misery Bear Serie als „Best Internet Viral Show“ (deutsch: Beste im Internet veröffentlichte Show) der Latfas Comedy Awards des britischen Herren-Lifestyle-Magazins Loaded ausgezeichnet.